# La Maison du mal
Pour plus de détails, voir Fiche technique et Distribution.
La Maison du mal (Cobweb) est un film d'horreur américain réalisé par Samuel Bodin, sorti en 2023. Il s'agit de son premier long métrage.

## Synopsis
Peter est un jeune garçon de 8 ans. À chaque fois qu'il se retrouve dans sa chambre, il entend un bruit mystérieux et répétitif dans le mur. Alors que ses parents Carol et Mark lui disent de ne pas s'inquiéter, Peter a de plus en plus peur. Face à l'inaction de ses parents, il se demande si ces derniers ne lui cachent pas quelque chose de grave. Ce manque de confiance envers ses parents va alors accroître ses angoisses et sa peur.

## Fiche technique
Sauf indication contraire, les informations mentionnées dans cette section peuvent être confirmées par les bases de données cinématographiques IMDb et Allociné,  présentes dans la section « Liens externes ».
- Titre original : Cobweb
- Titre français : La Maison du mal
- Réalisation : Samuel Bodin
- Scénario : Chris Thomas Devlin
- Musique : Drum and Lace (en)
- Décors : Arta Tozzi
- Costumes : Anna Gelinova
- Photographie : Philip Lozano
- Son : Matt Yocum
- Montage : Kevin Greutert et Richard Riffaud
- Production : Evan Goldberg, Roy Lee, Seth Rogen et James Weaver
- Production déléguée : Andrew Childs, Connor DiGregorio, Josh Fagen, Jonathan McCoy et Christopher Woodrow
- Production exécutive : Veselin Karadjov
- Sociétés de production : Point Grey Pictures et Vertigo Entertainment
- Sociétés de distribution : Lionsgate (États-Unis) ; Metropolitan Filmexport (France)
- Pays de production :  États-Unis
- Langue originale : anglais
- Format : couleur — 2,35:1
- Genre : horreur
- Durée : 88 minutes
- Dates de sortie :
  - France : 19 juillet 2023[2]
  - États-Unis : 21 juillet 2023
  - Belgique : 16 août 2023

## Distribution
Sauf indication contraire ou complémentaire, les informations mentionnées dans cette section proviennent du générique de fin de l'œuvre audiovisuelle présentée ici.
- Woody Norman (en) (VF : Clara Soares) : Peter
- Lizzy Caplan (VF : Julie Dray) : Carol
- Antony Starr (VF : Rémi Bichet) : Mark
- Cleopatra Coleman (VF : Déborah Claude) : Mlle Devine
- Jay Rincon (VF : Alexandre Bierry) : le principal
- Luke Busey[3] : Brian
- Aleksandra Dragova (VO : Debra Wilson ; VF : Dorothée Pousséo) : Sarah
- Debra Wilson : Sarah (voix)

 Source et légende : version française (VF) sur RS Doublage
Version française dirigée par Danielle Perret aux studios Dubbing Brothers, d'après une adaptation des dialogues de Déborah Perret.

## Production
En mai 2020, Samuel Bodin est confirmé en tant que réalisateur de son premier long métrage pour Lionsgate et que Seth Rogen, Evan Goldberg, James Weaver, Roy Lee et Jon Berg le produisent. En septembre, Lizzy Caplan, Antony Starr, Cleopatra Coleman et Woody Norman sont engagés pour interpréter chacun leur rôle,,,.
Le tournage commence en septembre 2020, à Bulgarie,,, pour les studios de Nu Boyana Film à Sofia, en novembre.

## Sorties
Lionsgate le distribue aux États-Unis, le 21 juillet 2023, une sortie limitée,, avant de le commercialiser à travers le monde en Blu-ray et en DVD, le 12 septembre de la même année.